# Detlef Steves

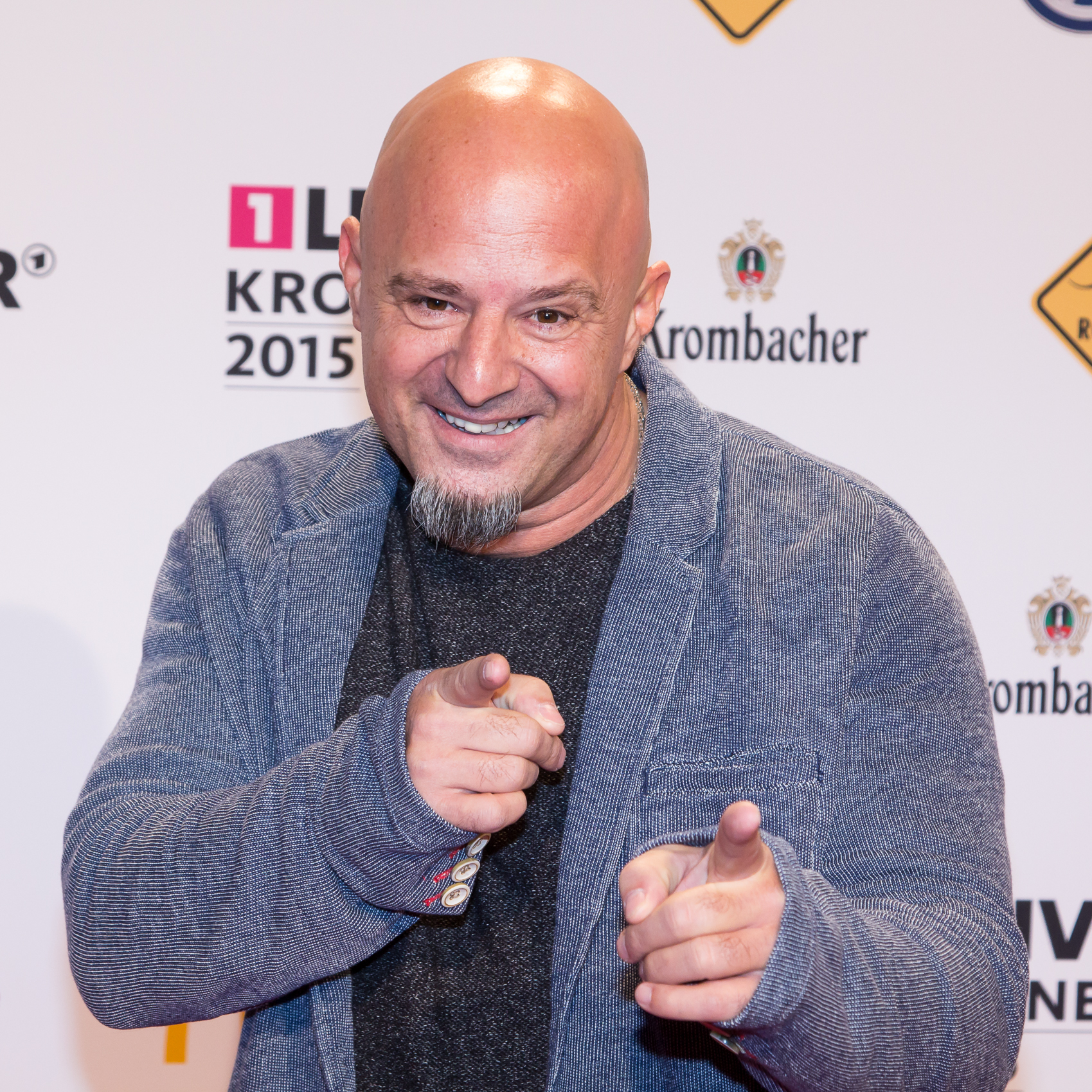
Steves bei der 1LIVE Krone 2015

Detlef „Deffi“ Steves (* 23. Januar 1969 in Moers) ist ein deutscher Reality-TV-Teilnehmer und ehemaliger Gastronom.

## Leben
Steves schloss seine Schullaufbahn mit dem Hauptschulabschluss ab. 1985 begann er eine Lehre als Betriebsschlosser und übte diesen Beruf nach seiner Ausbildung für sechs Jahre auf einer Zeche aus. Danach war er in der Warenannahme eines Handelsunternehmens für Bekleidung, als Türsteher und als Lieferfahrer für Autoteile tätig.
Von 1999 bis 2012 arbeitete er in der Baguetterie Ici Paris am Bahnhof Moers und wurde dort Geschäftsführer.

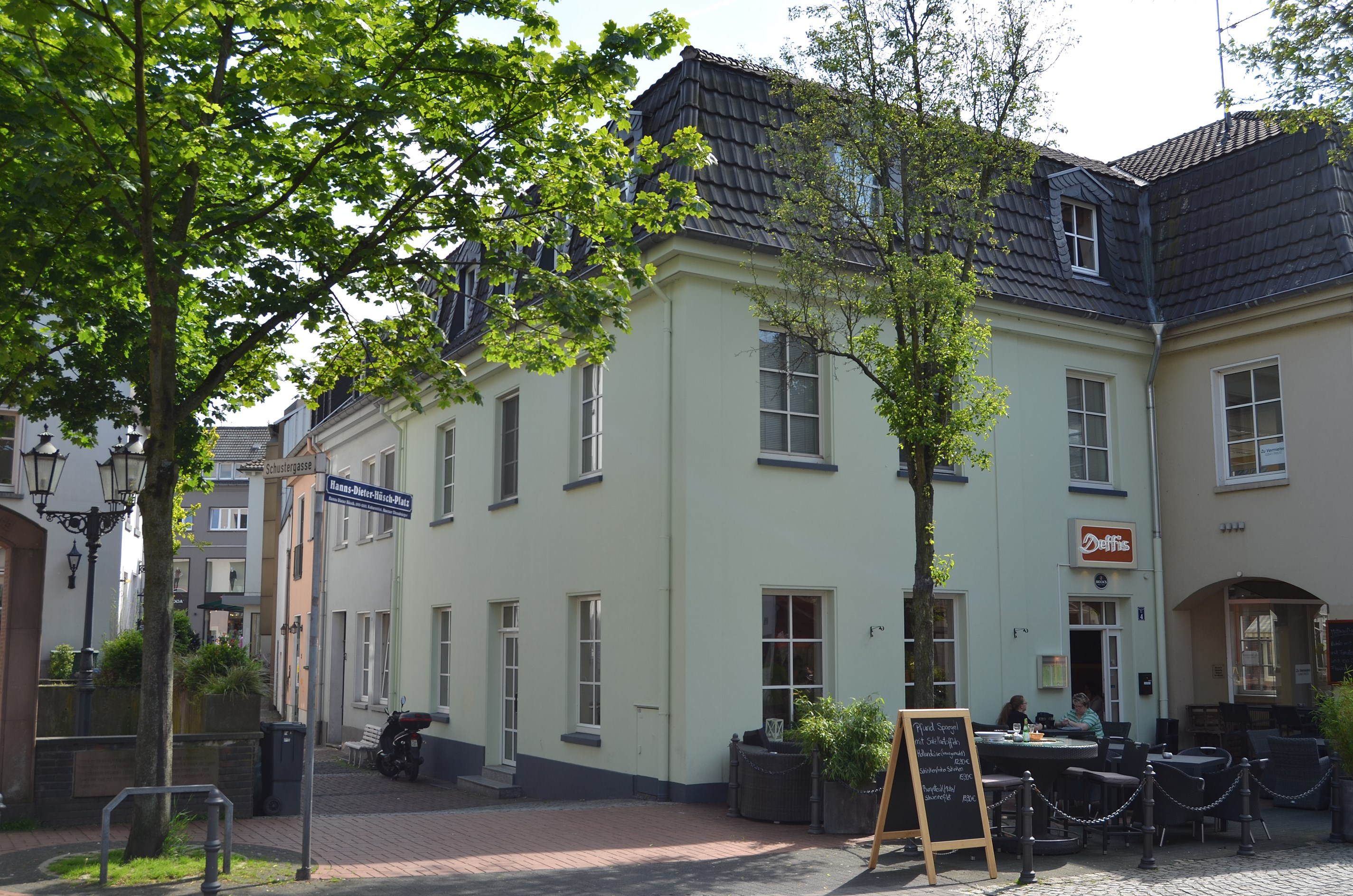
Ehemaliges Restaurant „Deffis“ am Hanns-Dieter-Hüsch-Platz in Moers

Von 2012 bis 2013 betrieb Steves das „Deffis“ am Hanns-Dieter-Hüsch-Platz in Moers. Der ehemalige Chefkoch Manuel Preuß übernahm im Januar 2014 die Geschäftsführung. Im April 2014 wurde das Restaurant geschlossen.
Steves wurde ab 2009 als Darsteller in der Doku-Soap Ab ins Beet! des Senders VOX bekannt, in der er immer noch zu sehen ist. Danach wurde im Rahmen der Sendung Ab in die Ruine! der Ausbau des Dachbodens in seinem Haus im Jahr 2011 medial verwertet. 2012 und 2013 dokumentierte die Sendung Claus und Detlef – Die Superchefs den beruflichen Werdegang von Claus Scholz und Detlef Steves.
Am 7. April 2013 nahm er auf VOX bei Das perfekte Promi-Dinner teil. Am 13. Oktober 2013 nahm er zusammen mit Johanna Klum und Dave Davis, am 27. April 2014 mit Janine Kunze und Jana Ina Zarrella, sowie am 26. Oktober 2014 mit Claudia Effenberg und Stefanie Giesinger und am 10. Mai 2015 (an der Seite seiner Ehefrau) mit Dana Schweiger und Panagiota Petridou sowie am 7. Mai 2017 mit Roberto Blanco und Verona Pooth an der Kochshow Grill den Henssler teil. Am 12. Mai 2019 nahm Steves zum zehnten Mal bei Grill den Henssler teil und schaffte es mit einem Dessert, Steffen Henssler das erste Mal zu schlagen.
Mit Detlef muss reisen wurde von 2013 bis 2014 Steves erstes eigenes Format beim Fernsehsender VOX ausgestrahlt. Ab dem 13. März 2015 war Steves zusammen mit seiner Tanzpartnerin Isabel Edvardsson Teilnehmer bei Let’s Dance und erreichte den 10. Platz von 14 Teilnehmern. 2015 hatte Steves eine eigene Webshow beim Videoportal Clipfish. In Deffis Hackshow zeigte Steves verschiedene Tipps für den Alltag.
Seit Januar 2016 ist Steves bei Hot oder Schrott – Die Allestester bei VOX zu sehen. 2016 und 2017 nahm er an der großen ProSieben Völkerball Meisterschaft teil. Im Oktober 2017 wurde die Doku-Reihe Detlef baut ein Haus auf VOX ausgestrahlt.
Ab 31. März 2018 wurde die Dokumentation Detlef wird Rennfahrer auf RTL NITRO mit neun Folgen ausgestrahlt.
Steves ist Teilhaber einer Werkstatt für Autoaufbereitung in Neuss. Darüber hinaus ist Steves immer wieder als Markenbotschafter für Unternehmen in Moers tätig.

## Familie
Detlef Steves ist seit 1988 mit Nicole Steves verheiratet. Seine Ehefrau ist in jeder Sendung von Hot oder Schrott mit ihm zu sehen.

## Fernsehsendungen
- Topfgeldjäger (Folge 247)
- Ab ins Beet!
- Ab in die Ruine!
- Claus und Detlef – Die Superchefs
- Das perfekte Promi-Dinner
- Grill den Henssler (2013–2017, 2020 in 14 Ausgaben)
- Detlef muss reisen
- Let’s Dance (5 Ausgaben)
- Deffis Hackshow
- Hot oder Schrott – Die Allestester (seit 2016)
- Jungen gegen Mädchen (Folge 18)
- Die große ProSieben Völkerball Meisterschaft (2016 und 2017)
- Paul Panzers Comedy Spieleabend (2017)
- Nachsitzen! Promis zurück auf die Schulbank (2017)
- Ninja Warrior Germany – Die stärkste Show Deutschlands (2017–2019 in 2 Ausgaben)
- Chris! Boom! Bang! (2018 in 2 Ausgaben)
- Crash Test Promis (2018)
- Genial daneben (2018)
- Detlef baut ein Haus (2019)
- Detlef wird Rennfahrer
- Beat the Box
- Detlef & Nicole – 100 Tage wir
- Ran an den Speck (2019)
- Rütter reicht’s! (2 Ausgaben)
- Detlef goes Schlager
- Jetzt knallt’s – Die Show mit dem Bäng-Moment (RTL Sommerlochfüller 2023)

## Diskografie
Singles
- 2021: DEFFInitiv
- 2022: Calamares
- 2022: Die Sonne scheint ins Baggerloch

## Trivia
Steves war 2010 mehrere Monate auf Platz 1 der EinsLive-O-Ton-Charts und in der Jahresplatzierung auf dem 8. Platz.
Zu Steves Wiedererkennungsmerkmalen gehören seine von Fans als cholerisch und aufbrausend empfundene Art auf frustrierende Situationen zu reagieren. Diese Reaktionen werden auf Seiten wie YouTube in diversen Best of -Videos zusammengestellt.

## Veröffentlichungen
- Ich scheiß auf Winkel, 2016, Heyne, ISBN 978-3-453-60378-3.
- Abgespeckt! Meine Rezepte gegen den Jo-Jo-Effekt, 2018, ZS, ISBN 978-3-89883-742-2.